# Asam
Asam is een bestuurslaag in het regentschap Pangkal Pinang van de provincie Bangka-Belitung, Indonesië. Asam telt 5157 inwoners (volkstelling 2010).